# Battle.net
Battle.net é um serviço online de jogos eletrônicos fornecido pela Blizzard Entertainment. Ele foi lançado em janeiro de 1997 juntamente com o jogo de ação e RPG Diablo. Battle.net foi o primeiro serviço online incorporado diretamente ao jogo e que faz o uso do mesmo, diferenciando-se de outras interfaces online da mesma época. Esse fato, juntamente com a facilidade da criação de contas, fez com que a Battle.net popularizasse e se tornasse o principal ponto de vendas de Diablo e outros subsequentes jogos da Blizzard Entertainment, como Starcraft, World of Warcraft, Hearthstone, Heroes of the Storm e Overwatch.
Também há outras franquias e jogos no portfólio da Battle.net, como Call of Duty: Black Ops 4, desenvolvido pela Treyarch e Beenox, ambos distribuídos pela Activision, empresa que tem a Blizzard Entertainment como sua subsidiária. Além de recentes títulos da saga Call of Duty, posteriores ao Black Ops 4: Call of Duty: Modern Warfare, Call of Duty: Modern Warfare 2 Remastered e Call of Duty: Black Ops Cold War.

## Call of Duty
Em 2018, a Activision decidiu centralizar os lançamentos seguintes da franquia Call of Duty no serviço, visando aumentar a popularidade da Battle.net e torná-la a principal plataforma da saga, começando por Black Ops 4. Nos anos seguintes, prosseguiu com a mesma estratégia, lançando Modern Warfare, Black Ops Cold War e Vanguard, nesta sequência.
Em 2022, os títulos da franquia voltaram a ser lançados anualmente na Steam, após 5 anos de exclusividade na Battle.net. Desde então, todos os títulos tem sido lançados de maneira simultânea nos dois serviços, começando por Modern Warfare II. A Microsoft, que hoje é proprietária da Activision, disse em 2023 que manter Call of Duty exclusivo na Battle.net "foi um fracasso retumbante" e que essa estratégia "não trouxe nenhum grande crescimento para a base de usuários".